# Reino nazarí de Granada
El Reino nazarí de Granada, también conocido como Emirato de Granada o Sultanato de Granada, fue un Estado musulmán situado en el sur de la península ibérica, con capital en la ciudad de Granada, que existió durante la Edad Media.
El reino fue fundado en 1238 por el noble nazarí Mohamed-Ben-Nazar. Aunque originalmente tenía su centro de poder situado en Jaén, unos años después el monarca nazarí trasladó su corte a Granada, alrededor de la cual organizó su nuevo Estado. El reino sobrevivió en esta precaria situación gracias a su favorable ubicación geográfica, tanto para la defensa del territorio como para el mantenimiento del comercio con los reinos cristianos peninsulares, con los musulmanes del Magreb y con los genoveses a través del Mediterráneo, lo que hizo que tuviera una economía diversificada.
Sin embargo, fue perdiendo territorios paulatinamente frente a la Corona de Castilla hasta su definitiva desaparición tras la guerra de Granada, mantenida entre 1482 y 1492. El reino nazarí de Granada sería el último Estado musulmán de la península ibérica, la antigua al-Ándalus. Su último rey fue Muhámmad XII (conocido como Boabdil el Chico), derrocado por los Reyes Católicos, que se vio obligado a rendir Granada el 2 de enero de 1492. Tras esto fue definitivamente incorporado a la Corona de Castilla como reino de Granada.

## Historia

### Origen e inicios
Tras la derrota almohade en 1212 en la batalla de las Navas de Tolosa, comenzó a tomar importancia en el sureste de al-Ándalus la dinastía nazarí, linaje de origen árabe, cuyo fundador fue Alhamar el Rojo, quien se proclamó sultán en 1232, siendo reconocido como tal por las oligarquías de Guadix, Baza, Jaén, a lo que se unió la anexión de la taifa de Málaga en 1238, o la sumisión de Almería. En 1234, se declaró vasallo del poder de Córdoba, pero en 1236 Fernando III conquistó dicha ciudad y Alhamar se hizo vasallo del rey castellano, lo que le permitió conservar su independencia. En 1238, Alhamar amplió sus dominios conquistando Granada, pero en 1246 Fernando III le arrebató Jaén para consolidar sus conquistas en el valle del Guadalquivir, lo que obligó a Alhamar a firmar el Pacto de Jaén, en el que reconocía al monarca castellano como señor de aquel territorio y quedaba obligado a pagarle parias para conseguir paces de veinte años.
Finalizadas las conquistas y el reinado de Fernando III en el Valle del Guadalquivir, durante el de su hijo, Alfonso X el Sabio, tuvieron lugar algunas sublevaciones mudéjares, como fueron la revuelta mudéjar de 1264 en el reino de Sevilla, así como los mudéjares del reino de Murcia, ambos de muy reciente incorporación a la Corona de Castilla. A pesar del apoyo militar granadino, la mayor parte de la población mudéjar del Valle del Guadalquivir fue expulsada tras la represión y se desplazó al reino nazarí. Hubo una segunda gran revuelta mudéjar en la Corona de Aragón (principalmente en el reino de Valencia) en 1276 (prolongada hasta 1304), en la que la caballería granadina intervino en apoyo de los mudéjares sublevados. Castilla, a la muerte de Fernando III en 1252, era el único Estado que aún tenía fronteras con los musulmanes, quienes se habían visto reducidos a los macizos penibéticos y a la costa que va desde Barbate hasta Águilas y con un Estado de una superficie aproximada de unos 30 000 km². La frontera entre los dos reinos, denominada banda morisca, superaba los 1000 km de longitud.

### Una época de prosperidad
El estatus de Granada como territorio tributario y su posición geográfica favorable, con las montañas de Sierra Nevada como barrera natural, ayudaron a prolongar el reino nazarí permitiendo prosperar al pequeño emirato como punto de intercambio comercial entre la Europa medieval y el Magreb. De hecho, Granada fue una ciudad próspera durante la crisis del siglo XIV que asoló a Europa. Granada también sirvió de refugio para los musulmanes que huían de la Reconquista. Iba a ser en la Granada de esta época donde se iba a producir uno de los más intensos florecimientos culturales del Islam. Su reflejo más evidente, quizás sea el conjunto palaciego de la Alhambra, todo un universo encerrado en sí mismo de palacios, jardines, fuentes y estanques.
A pesar de su prosperidad económica, los conflictos políticos eran constantes, y esta debilidad fue aprovechada por los cristianos, que fueron conquistando pequeños territorios al reino granadino. No obstante, algunas tentativas castellanas acabaron en rotundos fracasos, como la batalla de Moclín (1280), el desastre de la Vega de Granada (1319) o la batalla de Guadix (1362). A su vez, los ejércitos nazaríes lanzaban numerosas razias sobre los territorios cristianos, con resultados dispares: derrotas como Linuesa (1361) o victorias como Algeciras (1369). Entre 1351 y 1369 los nazaríes se aprovecharon de la guerra civil que estaba teniendo lugar en Castilla entre los pretendientes Pedro I y Enrique II. Este conflicto, a la par que dejó agotada a la Corona de Castilla, concedió al reino nazarí unos años de paz en los que pudo mantener su estrategia exterior sin interferencia de los castellanos.
Debido a la apertura de nuevas rutas comerciales directas entre el reino de Portugal y África a partir del siglo XV, Granada empezó a perder su posición estratégica y la convirtió en un lugar menos importante. Con la unión de las coronas de Castilla y Aragón en 1469, su situación se complicó y no pudo hacer frente a la expansión cristiana.

### Decadencia y caída final

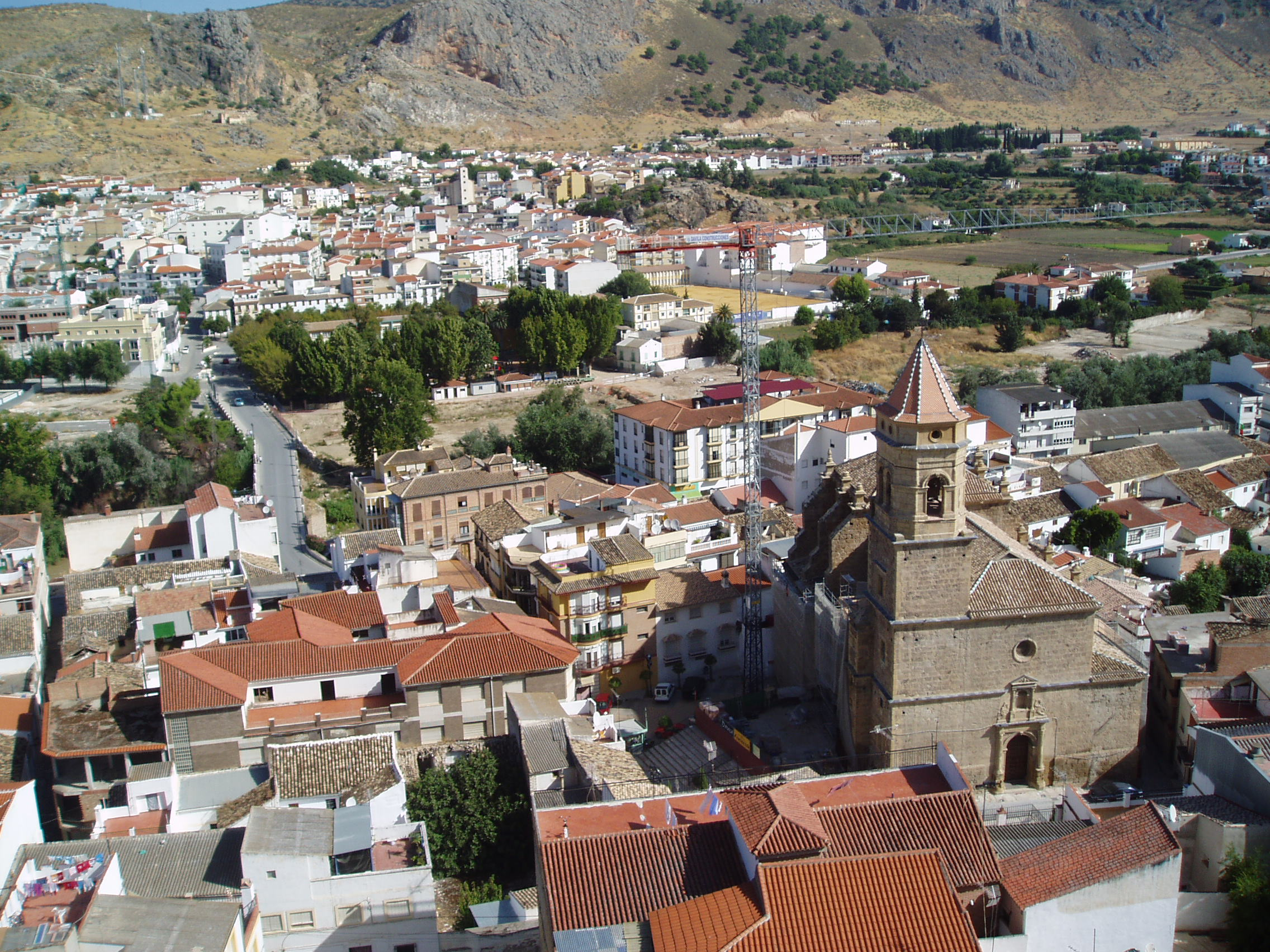
La caída de Loja en 1486 marcó el comienzo del avance cristiano hacia Granada que culminaría en 1492 con la toma de la capital.

Tras esta época de esplendor, el reino quedó bajo el gobierno de distintos soberanos que fueron incapaces de mantener el control del territorio. Con el fin de la guerra civil castellana hacia 1480 y el definitivo asentamiento de Isabel I en el trono, se daban por primera vez en Castilla las condiciones necesarias para realizar la conquista total de Granada, que se veían favorecidas por la crisis política y económica en el reino nazarí. Las guerras civiles granadinas eran causadas por las luchas internas entre dos facciones del poder nazarí: los partidarios del emir Abú l-Hasan Alí y de su hermano El Zagal, y los partidarios del hijo del emir, Muhammad XII Boabdil. Este último, capturado por los castellanos, firmó con Fernando una tregua que confirmaba su vasallaje, al que posteriormente se unirían otros pactos. A partir de 1484, los Reyes Católicos llevaron a cabo una larga y tenaz serie de asedios en lo que se denominó la guerra de Granada, utilizando la novedosa artillería que condujo a la toma progresiva de las plazas granadinas una tras otra.
Sobre el solitario reino de la media luna se abalanzaron las tropas de las coronas de Castilla y Aragón en la culminación del viejo sueño de la Reconquista. Tras la pérdida de Málaga en 1487 y la pérdida del territorio oriental (la Cora de Bayyāna) en 1489, dejan al Estado granadino en una grave situación. En 1491, se dispuso el cerco de Granada y la construcción de Santa Fe, el campamento base desde el que los Reyes Católicos dirigen las operaciones de asedio. El tiempo y la actitud pactista de Boabdil influyeron a favor de Castilla, y la capitulación de Granada tuvo lugar el 2 de enero de 1492. Así terminaban más de 250 años de existencia del reino nazarí.

## Gobierno

### Organización territorial

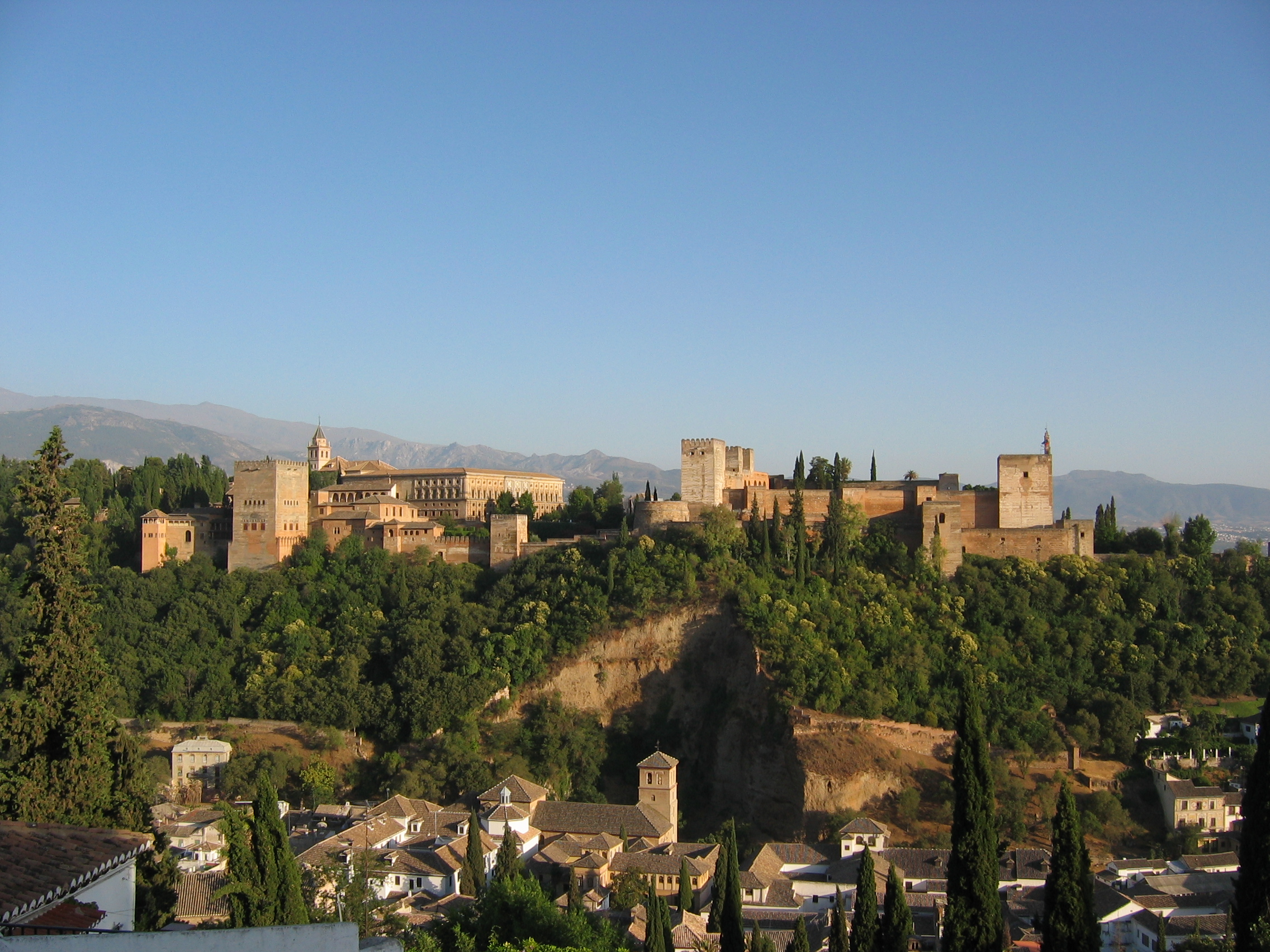
Vista de la Alhambra de Granada, el lugar donde residía el rey del Reino Nazarí de Granada.

El Reino de Granada comprendía parte de las provincias actuales de Jaén, Murcia y Cádiz, y la totalidad de Almería, Málaga y Granada, pero fue reduciéndose hasta que en el siglo XV abarcaba aproximadamente las provincias actuales de Granada, Almería y Málaga. El reino estaba dividido en circunscripciones territoriales y administrativas, denominadas tahas. A la frontera entre el reino de Granada y los territorios de la Corona de Castilla se le denominaba la Banda Morisca, de ahí que muchos pueblos de Andalucía Occidental se llamen "de la Frontera [con Granada]". Así mismo, el Reino nazarí sufrió de un importante problema de superpoblación.[cita requerida]
La capital nazarí, Granada, se convirtió en los siglos XIV y XV en una de las ciudades más prósperas de una Europa devastada por la crisis del siglo XIV. Era un centro comercial y cultural de primer orden que llegó a contar con unos 165.000 habitantes y del que se conservan importantísimos conjuntos urbanísticos como la Alhambra y el Generalife. En el Albaicín vivían los artesanos y el resto de la población ocupó la parte llana hacia el sur, con grandes industrias, aduanas y la madrasa (المدرسة). Hoy en día quedan numerosos vestigios como la Alcaicería, el Corral del Carbón o el trazado de las calles hasta la antigua puerta de Bibarrambla.
Otras ciudades de importancia eran Almería –aunque su periodo de esplendor había sido en los siglos XI y XII con los reinos de Taifas–, Málaga, Loja, Guadix y Baza. La comarca de las Alpujarras, si bien no contaba con ninguna ciudad de importancia, era una zona muy poblada y de gran importancia económica para el Reino, situación que perduraría hasta la sublevación de 1568, tras la cual la mayor parte de la población islámica abandonaría la comarca.

### Política exterior

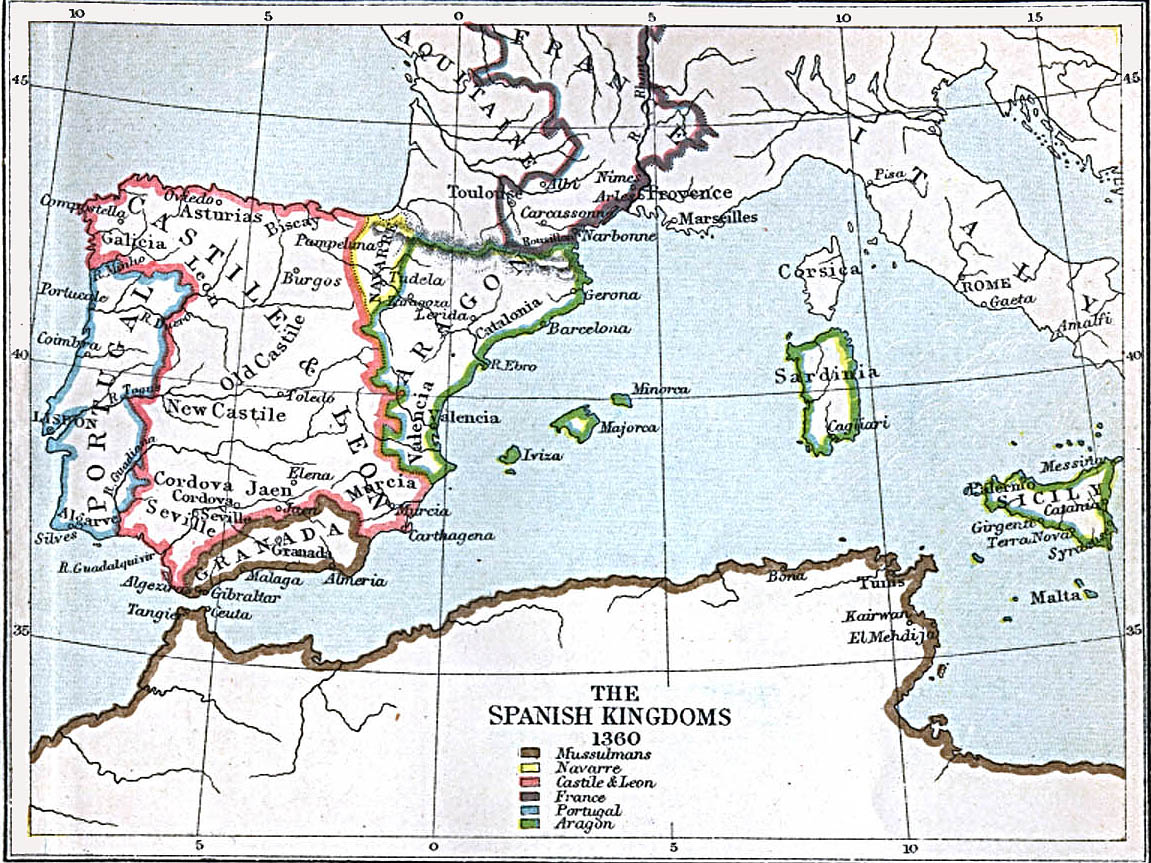
Posición del Reino Nazarí en el Mediterráneo Occidental, hacia 1360.

En sus inicios el reino de Granada fue un reino aliado de la Corona de Castilla, aunque posteriormente tuviera que hacerse tributario de ella para mantener su independencia. La monarquía se mantuvo gracias a las concesiones a los castellanos, a la necesidad de estos de consolidar sus conquistas y a los pactos con los benimerines del Magreb. Esta difícil situación se mantuvo gracias a la diplomacia y la habilidad política de ciertos reyes nazaríes. Durante buena parte del siglo XIV las luchas entre cristianos y benimerines, con el apoyo nazarí, por el control del Estrecho de Gibraltar iban a ser una constante, con una larga historia de alianzas y traiciones, de pérdidas y conquistas. En 1305 los nazaríes conquistaron Ceuta, aunque en 1309 los Benimerines la reconquistan gracias a la ayuda aragonesa. En 1325, tras el asesinato de su padre Ismaíl I, Mohámed IV accedió al trono de Granada, quien en 1333 arrebató Algeciras y Gibraltar a los castellanos, aunque no pudo disfrutar de sus éxitos militares porque fue asesinado ese mismo año, a los 18 años de edad, sucediéndole su hermano menor Yúsuf I. En 1384 los nazaríes volvieron a conquistar Ceuta otra vez, pero tres años después la volvieron a perder a manos del reino de Fez.
La batalla del Salado en 1340 supuso un serio varapalo tanto para Nazaríes como Benimerines, pues estos nunca más volverían a intervenir en la península ibérica y, por tanto, los reyes nazaríes perdían así la ayuda militar del Norte de África. No obstante, la derrota en el Salado no supuso ningún descalabro para Granada, que pronto volvería a la política de pagos y vasallaje con Castilla. Tras el esplendor de estos reyes, especialmente Muhámmed V, las luchas dinásticas marcaron la vida del reino, lo que hizo que la existencia del reino dependiera en gran medida de la voluntad de los reyes de Castilla y de las relaciones de equilibrio con los reyes de Aragón.

### Defensa

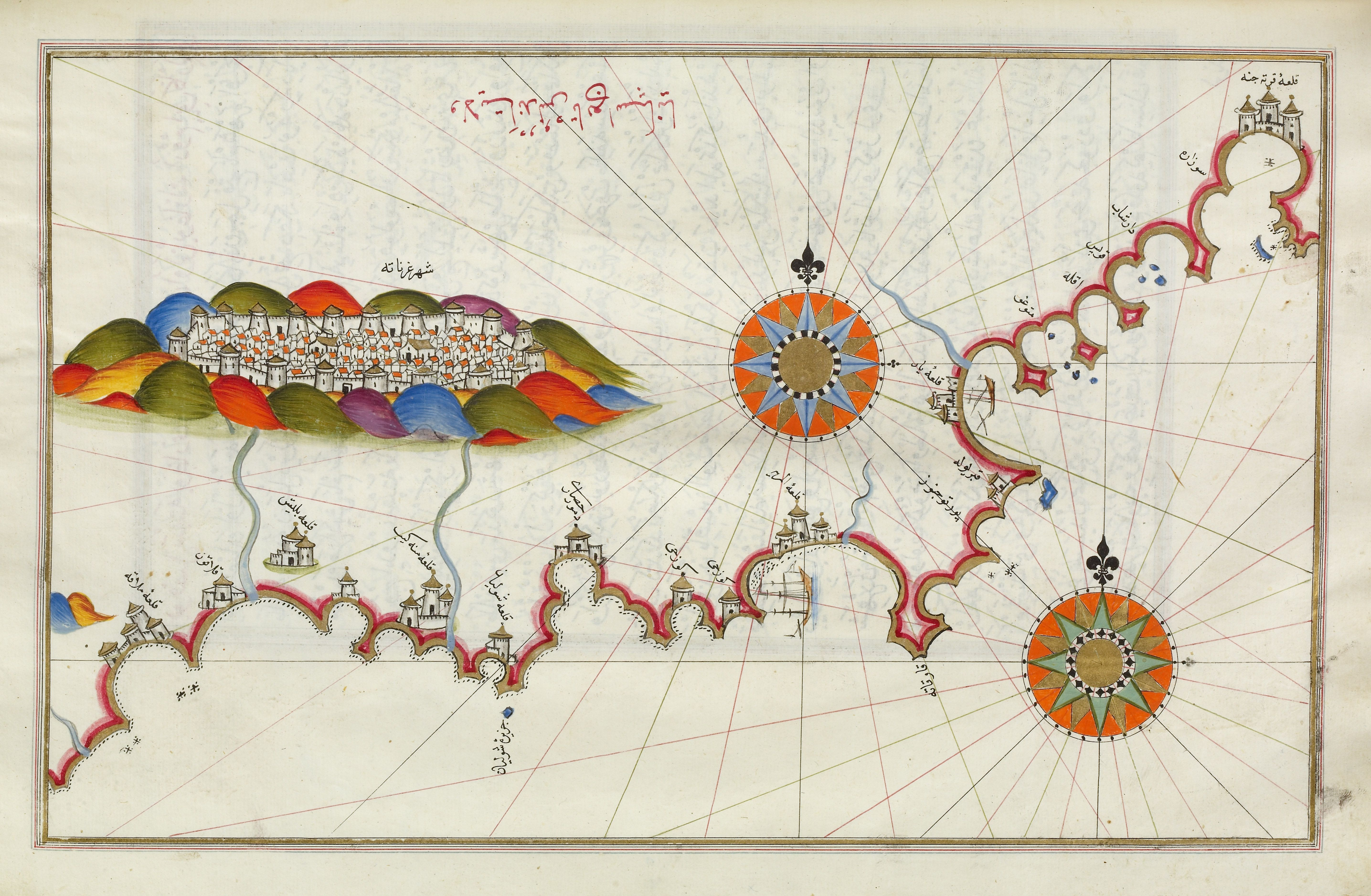
Mapa de las costas del reino de Granada en un atlas náutico otomano del.

#### Ejército
Cuando Muhammad ibn Nasr, el primer rey nazarí, consolidó los dominios del reino de Granada, estableció el esquema básico del que sería el Ejército del reino. En el reino nazarí de Granada, el estamento noble estaba formado por dos grupos: el autóctono y el foráneo. El autóctono estaba formado los antiguos terratenientes, que tenían grandes posesiones y extensos señoríos; vivían holgadamente, a veces hasta con lujo. El foráneo lo integraban las familias nobles que se habían visto obligadas a emigrar de los territorios ocupados por los cristianos; sus miembros se veían obligados a buscar empleo en la corte y malvivían cuando no lo alcanzaban. Ibn al-Ahmar enroló a los foráneos en el Ejército granadino; por eso este estaba formado inicialmente por dos cuerpos de milicias: uno permanente y asalariado, formado por los nobles y capitaneado por el rey, y otro, la Muttavia, de mercenarios temporales reclutados para una determinada empresa y en el que se alistaban los guerreros de toda condición social.
A partir de 1264, llegan desde Tremecén al reino nazarita los primeros voluntarios capitaneados por los hermanos Abu Tabit Amir ibn Idris y Abu al-Muarrif Muhammad, por lo que se organiza otra milicia regular formada por voluntarios bereberes y exiliados marroquíes. Además de estos cuerpos, los reyes nazaritas, recordando la costumbre de los omeyas cordobeses y de los reyes taifas del siglo XI, encomiendan su guardia personal a un cuerpo especial formado solo por cristianos, castellanos mayoritariamente, desterrados o huidos de su tierra, a veces cautivos, islamizados o elches.

#### Marina
La flota de guerra nazarita tenía su base principal en el puerto de Almería. Sin embargo, la flota era débil, poco imponente y se empleaba más en la piratería por la costa de la Corona de Aragón que en guerra abierta. Los habitantes del reino nazarí eran poco aficionados a la marina, como según cuenta Ibn Jaldún, de los que dice que eran «extranjeros en la mar». La armada nazarita se veía obligada a enrolar mercenarios, almogávares audaces y aventureros de la mar, cuyo ideal era la piratería. En el periodo más brillante de la marina de guerra granadina, el siglo XIV, destacaron dos almerienses: el qaid Abu-l-Hasan y su sobrino, Abu Abd Allah Ibn Salvator.

## Economía nazarí

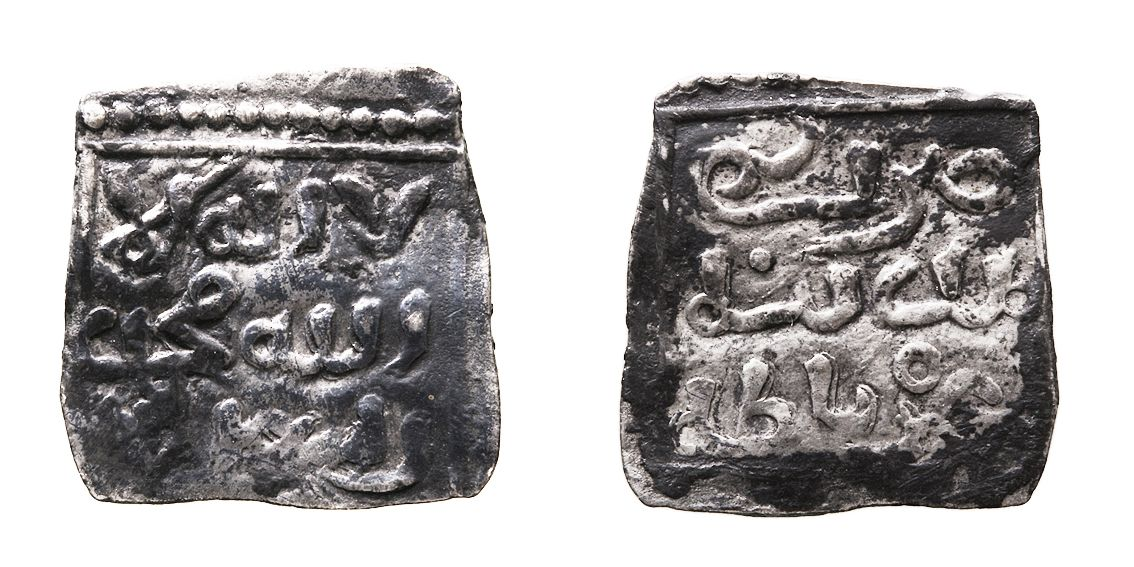
Moneda de plata acuñada en Granada por el reino nazarí.

Para posibilitar su supervivencia, el Emirato hubo de hacer un importante esfuerzo para aumentar las fuentes de riqueza agraria y mercantil a través de aprovechamiento máximo de las técnicas de regadío mediante una minuciosa regulación del uso y reparto del agua en las vegas y hoyas granadinas. Así, estas proporcionaban una gran abundancia de productos hortícolas y frutícolas destinados tanto para el mercado interior como el exterior, compensando el déficit en cereales del emirato que, en ocasiones, tenían que importar. La economía se complementaba con la ganadería en las zonas montañosas, la pesca en las costeras, los recursos mineros de sureste, así como la cerámica y sobre todo la artesanía textil de la seda, base de la vida económica urbana y del comercio exterior.

### Comercio
Los elementos básicos de la economía granadina eran el comercio, la artesanía y la agricultura El control cristiano del Estrecho de Gibraltar desde la batalla del Salado (1340) y la conquista de Algeciras (1344), cortó al Reino de Granada el auxilio militar desde el norte de África, pero también estimuló un comercio entre la Europa atlántica y el Mediterráneo del que los nazaríes se beneficiaron enormemente.
Sus puertos se convirtieron en escalas básicas para los comerciantes, al tiempo que sus productos se abrieron a otros mercados: catalanes y, especialmente, genoveses, establecieron consulados en Málaga, Almería, Adra o Almuñécar, los principales puertos del reino. El comercio con el Magreb y el norte de África alcanzó una gran importancia, a la que luego seguirían las redes comerciales con la Corona de Aragón: Cataluña, Valencia y Mallorca.
El control castellano del Estrecho de Gibraltar revalorizó el valor de los productos granadinos, sobre todo la seda, azúcar, frutos secos y las anchovetas. A partir de entonces, el comercio con la Corona de Castilla, especialmente con Sevilla, adquirió una gran importancia. La exportación de la seda, que tuvo sus principales centros en Granada, Málaga, Vélez-Málaga o Ronda, se convirtió en uno de los principales productos de manufactura. Esta llegó a importarse a un ámbito ulterior a la península, como el caso de los grandes centros manufactureros italianos, concretamente la familia genovesa de los Spínola,  y su importancia fue tal que los Reyes Católicos establecerían después de 1492 la llamada "renta de la seda de Granada".
También se producían intercambios comerciales a lo largo de la frontera terrestre granadina, a menudo realizados de forma ilegal.

## Sociedad

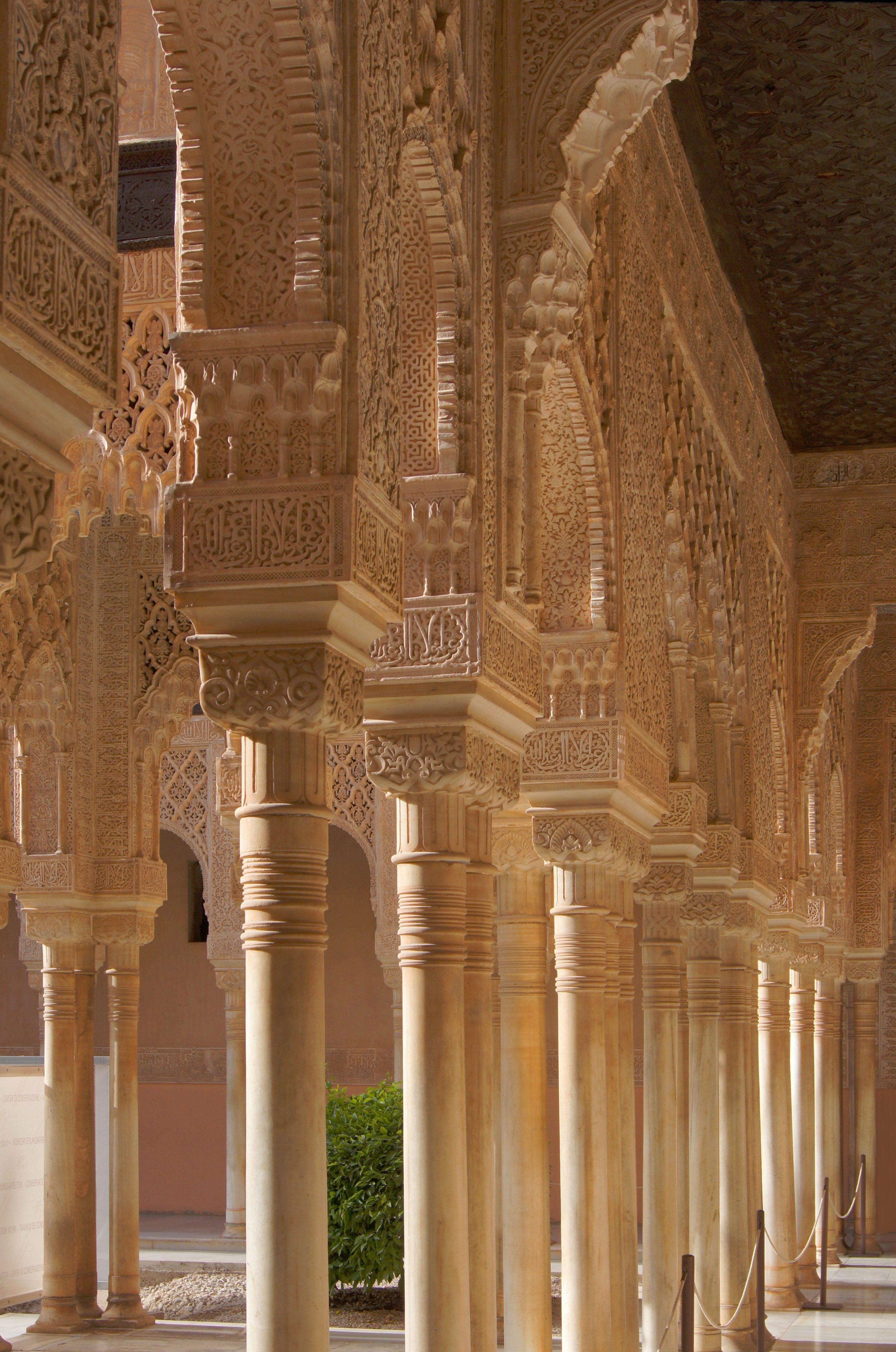
Columnas nazaríes del Patio de los Leones, en el Palacio de la Alhambra de Granada.

Conforme avanzaba la conquista castellana, muchos andalusíes decidían huir hacia el sur de la península. Así, cuando cayeron en manos castellanas los reinos de Córdoba, Jaén, Sevilla y Murcia, algunos habitantes decidieron marcharse al reino nazarí de Granada. Las minorías judía y mozárabe, que habían sido abundantes en periodos anteriores en la zona del reino nazarí, casi habían desaparecido durante la dominación almohade.
Sin embargo, tan pronto como se consolidó el reino de Granada, volvieron los judíos, traídos por los mercaderes cristianos que establecieron sus consulados en las principales poblaciones granadinas. La presencia de mozárabes se redujo a grupos sueltos, refugiados políticos y mercaderes, que fueron autorizados a practicar su religión en privado. Se calcula en 500 000 los musulmanes que abandonaron el valle del Guadalquivir camino del reino nazarí o hacia el norte de África.
Se podían distinguir dos grupos principales: la vieja población autóctona y la nueva población venida de las tierras conquistadas; y dos reducidos: los voluntarios africanos y los elches y cautivos. Las circunstancias en las que vivieron los habitantes nazaríes hacen que castellanos y aragoneses influyan sobre todo en la indumentaria, la comida y la bebida.